# João Lagos
João Lagos (* 1. September 1944) ist ein ehemaliger portugiesischer Tennisspieler und Unternehmer.

## Werdegang
Lagos war mehrfacher portugiesischer Meister und bestritt zwischen 1965 und 1975 14 Spiele für die portugiesische Davis-Cup-Mannschaft. Seine Bilanzen sind mit 3:8 im Einzel und 0:3 im Doppel allerdings negativ.
Nach Ende seiner aktiven Laufbahn wurde er Turnierdirektor des Tennisturniers Estoril Open und mit seiner Firma Lagossports auch Veranstalter. Daneben organisiert er weitere Sportveranstaltungen wie die Rallye Lissabon-Dakar oder den Medcup - Troféu de Portugal.

## Auszeichnungen
- 2001: Globo de Ouro für sein Lebenswerk